# Biblioteka Młodych (logo gołąb-książka)
Biblioteka Młodych (logo gołąb-książka) to seria książek z lat 80. XX wieku.  Książki były wydawane przez oficynę  Spółdzielnia Wydawniczo-Handlowa Książka i Wiedza we współpracy z wydawnictwami z ZSRR i tam drukowane. Jako logo serii służył szkic gołębia stylizowanego na książkę. 

## Niektóre publikacje
- Anatol Karpow - A jutro znów do boju (1986)
- Włodzimierz Lenin - O inteligencji (1984)
- Włodzimierz Lenin - O państwie (1985)
- Włodzimierz Lenin - O rewolucji 1905 r. (1985)
- Włodzimierz Lenin - O socjalizmie utopijnym i naukowym (1985)
- Włodzimierz Lenin - O pokojowym współistnieniu (1986)
- Włodzimierz Lenin - O kulturze (1987)
- Włodzimierz Lenin - O liberalizmie i demokracji (1987)
- Włodzimierz Lenin - O społecznym i narodowym wyzwoleniu (1987)
- Włodzimierz Lenin - O rewolucji socjalistycznej (1988)
- Borys Ławrienow - Czterdziesty pierwszy (1987)
- Karol Marks, Fryderyk Engels, Włodzimierz Lenin - O materializmie historycznym (1985)
- Karol Marks - O sprawiedliwości społecznej (1986)
- Borys Polewoj - Opowieść o prawdziwym człowieku (1985)
- Nikołaj Ostrowski - Jak hartowała się stal (1984)
- Leonid Sobolew - Dusza morska (1986)